# シグナリングゲーム

シグナリングゲームの展開型表現

シグナリングゲーム (英: signaling game, 独: Signalspiel) は、送り手 (sender, Sender) と受け手 (receiver, Empfänger) という 2 人のプレーヤーによる動学ベイジアンゲームである。送り手は、自然によって決められたあるタイプ t をもっている。送り手は自分のタイプを観察できるが、受け手は送り手のタイプを知ることができない。送り手は自分自身のタイプを知っていることにもとづいて、可能なメッセージ (シグナル) の集合 M = {m1, m2, ..., mK} から送るメッセージを選ぶ。受け手はこのメッセージを観察できるが送り手のタイプについては観察できない。そのあと、受け手は可能な行動の集合 A = {a1, a2, ..., aL} からとる行動を選ぶ。両プレーヤーは、送り手のタイプ、送り手が選んだメッセージ、および受け手が選んだ行動に依存した利得を得る。関連のゲームにスクリーニングゲームがある。そこではシグナルにもとづいて行動を選ぶのでなく、受け手が送り手に、送り手のタイプにもとづいた提案をなし、送り手が何らかの決定権をもつ。

## 概要
大まかに言って、シグナリングゲームは次の 3 つの段階に分けられる：
1. 第 1 段階では、偶然手番 (自然とも呼ばれる) によって、送り手のタイプが決定される。
2. 第 2 段階では、送り手は、自分の利得を最大化するように、自分のタイプに応じてシグナルを決定する。
3. 第 3 段階では、受け手は、送られてきたシグナルをもとに送り手のタイプを推測し、それに応じて最適反応を選択する。

### 簡単な例
大学教授が新しい職員を探しているとしよう。ここで教授は、筆記試験の添削の手伝いをしてもらうため、非常に勤勉な人物を求めている。応募者は学生で、教授のイメージに合致する成績の人物であったが、しかし教授には、この応募者が勤勉であるか怠惰であるか判定できない。これを判定するため、教授は部屋を用意し、数冊の雑誌が散らかった状態にして、そこで学生に待たせた。勤勉な学生ならば整理してしまうだろうと考えたのである。
- 第 1 段階で、自然によって確率 p で、この学生が勤勉であるかそうでないかが選ばれる。
- 第 2 段階で、学生は雑誌を整理するかどうかを決定することができる。
- 最終段階で、シグナルに従って応募者が勤勉であるか怠惰であるかが判断されたあとで、教授はこの学生を採用するかどうかの決定をする。

## 形式的定義
プレーヤーのタイプの決定：
プレーヤーは i で、i は S (送り手) または R (受け手) とする。
偶然手番が送り手のタイプ tj ∈ T = {t1, ..., tJ} を決定する (J はありうる送り手のタイプの数)。
行動の選択：
S はシグナル mk ∈ M = {m1, ..., mK} を選ぶ (K は S が送りうる異なるシグナルの数)。
R は応答行動 al ∈ A = {a1, ..., aL} を選ぶ (L は R が選びうる異なる応答行動の数)。
利得関数はそれぞれ US (tj, mk, al), UR (tj, mk, al) である。
ゲームの進行：
第 1 段階で、自然 (nature, Natur) は、送り手のタイプ {\displaystyle {\hat {t}}_{j}\in T} を、確率分布 p, ただし p (tj) > 0, p (t1) + … + p (tJ) = 1, に応じて選ぶ。
第 2 段階で、送り手 S は (自分のタイプ {\displaystyle {\hat {t}}_{j}} を知ったうえで) シグナル {\displaystyle {\hat {m}}_{k}} を選ぶ。
第 3 段階で、受け手 R は送られたシグナル {\displaystyle {\hat {m}}_{k}} を観察して応答行動 {\displaystyle {\hat {a}}_{l}} を選ぶ。
利得はそれぞれ {\displaystyle U_{\rm {S}}({\hat {t}}_{j},{\hat {m}}_{k},{\hat {a}}_{l}),U_{\rm {R}}({\hat {t}}_{j},{\hat {m}}_{k},{\hat {a}}_{l})} になる。

## 費用のかかるシグナルとかからないシグナル
経済学と生物学の両方において、シグナリングゲームの主要な使われかたのひとつは、どんな状況において正直なシグナリングがゲームの均衡になりうるかということを決定することであった。すなわち、どんな状況ならば、合理的な人びと、もしくは自然選択に従う動物たち、が自分のタイプに冠する情報を明かすだろうか。
(ゲームのプレーヤーの) 双方が一致した利益をもつ、言いかえるとどんな状況においても双方が同じ帰結を好む、ならば、正直が均衡になる (ただし、これらのケースの大半において、[正直均衡だけでなく] コミュニケーションの行われない均衡もあいかわらず存在する)。しかしながら、双方の利益が完全には重ならないならば、情報を与えるシグナリング体系を維持することは重要な問題を提起する。
ジョン・メイナード＝スミスによって描かれた、血縁個体間の譲渡に関する状況を考えよう。シグナルの送り手は飢えて死にそうであるかあるいはただ空腹であるかとし、その事実を、食べものをもっているべつの個体に対して伝えるとする。この空腹のほうの個体は空腹の程度によらずより多くの食べものを欲しているのだが、食べものをもっているほうの個体は、本当に飢えて死にそうである場合にかぎり食べものを与えたいと思っている。両プレーヤーは、シグナルの送り手が餓死しそうな場合には利益を共有しているが、たんに空腹にすぎない場合には相反する利害をもっている。シグナルの送り手は、空腹のとき、食べものの必要性に関して嘘をつき食べものを得ようとする誘因をもっている。そしてこの送り手がいつも嘘をつく場合、受け手は送られてくるシグナルを無視して、自分が最善と考えることをなすべきであろう。
このような状況において、どのようにしてシグナリングが安定でありうるかを決定することは、経済学者と生物学者を悩ませてきた。両分野は独立に、シグナルのコストが一定の役割を果たすだろうと示唆している。あるシグナルを送ることに費用がかかるならば、そのシグナルを (あえて) 送る価値があるのは、飢えて死にそうなほうにだけであろう。正直さを裏づけるためにコストが必要になるのはどんなときなのかという分析は、これら両分野において重要な研究領域である。

## 完全ベイズ均衡
シグナリングゲームに関係する解概念は完全ベイズ均衡である。完全ベイズ均衡は、ナッシュ均衡概念の不完備情報ゲームへの拡張であるベイジアン・ナッシュ均衡の精緻化である。完全ベイズ均衡は、不完備情報の動学ゲームにかかわる解概念になっている。

### シグナリングゲームにおける完全ベイズ均衡の定義
タイプ tj の送り手は、M 上の確率分布の集合から選んでメッセージ m* (tj) を送る (m (tj) は、タイプ tj が M の任意のメッセージを選ぶ確率を表している)。メッセージ m を観察して、受け手は A 上の確率分布の集合から、行動 a* (m) を選ぶ。

#### 要請 1
受け手は、どのタイプならばメッセージ m を送りえたかということに関する信念をもつ。この信念は、確率分布 μ (tj | m) として書かれ、それは送り手がメッセージ m を選んだときにタイプが tj であった確率を表す。任意のメッセージ m で条件づけたとき、タイプ tj の上のこの確率の総和は 1 でなければならない。

#### 要請 2
受け手が選ぶ行動は、どのタイプならばメッセージ m を送りえたかという自分の信念 μ (t | m) を所与として、自分の期待利得を最大にしていなければならない。すなわち、和、
{\displaystyle \sum _{t_{j}}\mu (t_{j}|m)U_{\rm {R}}(t_{j},m,a)}
が最大化されていなければならない。この和を最大にする行動 a が a* (m) である。

#### 要請 3
送り手がなりうる各タイプ t のそれぞれについて、送り手は、受け手の選ぶ戦略 a* を所与として、自分の期待利得 US (t, m, a* (m)) を最大にするようメッセージ m* を選んでいる。

#### 要請 4
送り手が送りうる各メッセージ m のそれぞれについて、m* (t) が m に厳密に正の確率を割りあてている (すなわち、正の確率で送られる各メッセージについて) ようなタイプ t が存在するならば、受け手がメッセージ m を観察したときに送り手のタイプについて有する信念 μ (t | m) は、次の式をみたしていなければならない (ベイズルール)：
{\displaystyle \mu (t|m)={p(t) \over \displaystyle \sum _{t_{i}}p(t_{i})}}.
このようなゲームの完全ベイズ均衡は、3 つの類型、分離均衡・半分離均衡 (半一括均衡)・一括均衡、に分けられる。一括均衡は、異なるタイプの送り手がみな同じメッセージを送るような均衡である。半分離均衡は、いくつかのタイプの送り手が同じメッセージを送り、それ以外のタイプが異なるメッセージを送るような均衡である。分離均衡は、異なるタイプの送り手がつねに異なるメッセージを送るような均衡である。したがって、メッセージの種類よりもタイプのほうが多ければ、分離均衡はありえない (半分離均衡はあるかもしれない)。

## ありうる均衡
シグナリングゲームでは、3 つの異なる均衡について基本的な区別がある。一括均衡、分離均衡、半分離均衡 (半一括均衡とも称される) である。シグナリングゲームに適用するべき基本的な解概念は完全ベイズ均衡の概念である。以下で分離均衡と一括均衡について詳細に触れる。

### 分離均衡
分離均衡 (separating equilibrium, separierendes Gleichgewicht) は、ゲームにおける送り手が、自分のタイプに応じてさまざまな戦略をプレーするときに存在する。この意味は、送り手のタイプと同じ数だけのシグナルが存在し、送り手のどのタイプもひとつのシグナルが割りあてられているということである (J = K なる T = {t1, ..., tJ}, M = {m1, ..., mK} を所与とし、{(t1, m1), ..., (tJ, mK)}). 重要なことは、どのタイプも、選んだ戦略を厳密にプレーし、選んだ戦略から逸脱する誘因をもたないということである。
例として、あるゲームで 2 つの異なるタイプ t1, t2 が存在し、また送りうるシグナルが m1, m2 だとする。このとき、t1 が厳密に m1 を、t2 が厳密に m2 を送るというときに、分離均衡が存在する。このとき受け手は、観察されたシグナル mk をもとに、自分の最適な戦略を選択する。
上述の例で言えば、分離均衡は、勤勉なタイプが整理するほうを厳密に選び、怠惰なタイプが整理しないことを厳密に選ぶことを意味する。

### 半分離均衡
半分離均衡 (semi-seperating equilibrium) は、シグナルよりもタイプのほうが多い (T = {t1, ..., tJ}, M = {m1, ..., mK} であって、J > K である) ときに生じうる。
例として、4 つの異なるタイプ t1, ..., t4 があり、可能なシグナルはm1, m2 の 2 つしかないとする。このとき、たとえば t1 と t2 が m1 をプレーし、t3 と t4 が m2をプレーするような半分離均衡がありうる。

### 一括均衡
一括均衡 (pooling equilibrium, vereinigendes Gleichgewicht) は、送り手が自分のタイプによらずつねに同じシグナルをプレーするときに存在する。この意味は、受け手は (単一の) シグナルを通しては、送り手の複数の異なるタイプを区別できないということである。この一括均衡の場合、受け手は、(送り手が) タイプ tj である確率を見積もるための信念を形成しなければならない。この信念にもとづいて、受け手は自分の戦略を最適化する。
簡単な例で言えば、一括均衡は、怠惰なタイプのほうも、雑誌を整理して、それによって勤勉なタイプであるかのように見せかけるという誘因をもつことを意味する。こうするのは、偽らなかった場合と比べて、偽ることによってもっと高い利得が期待される場合に限られる。

## シグナリングゲームの例
以下は、シグナリングゲームの実例であり、一方は分離均衡、他方は一括均衡を与えるものである。

### 同居人探しゲーム
以下のゲームでは、共同生活をしている人たち (プレーヤー 2) が、新しい同居人を探している。いま住んでいる人たちはみなとても陽気な人たちなので、新しく空き部屋に入る同居人には、やはりおもしろい人を求めている。そこでプレーヤー 2 はオーディションをして新しい同居人を探そうと考える。応募者 (プレーヤー 1) がおもしろいタイプ (t1) なのかまじめなタイプ (t2) なのか確かめるため、プレーヤー 2 はオーディションのさいにリビングテーブルの上にピエロの赤い鼻を載せておく。まじめなタイプならば絶対にそれをつけたりしない (行動 a2) だろうからである。
プレーヤー 2 は、応募者であるプレーヤー 1 を受けいれる (yes) か拒否する (no) かを決定できる。おもしろいタイプのプレーヤー 1 はふざけたことが好きなので、この鼻をつける行動 (a1) を喜んでとり、そこから利得 5 を得る。まじめなタイプのプレーヤー 1 は、この鼻をつけるという行為を恥ずかしいと考え、これをつけさせられた場合 −5 の利得を得る。
プレーヤー 2 は、おもしろい同居人を見つけられたならば、それによって利得 4 を得る。一方、まじめなタイプの同居人の場合、追加的な家賃収入が入ることのメリットを完全に打ち消してしまい、プレーヤー 2 の利得は 0 になる。プレーヤー 1 は、部屋が得られたときには、いずれの場合も利得 4 を得る。プレーヤー 1 がおもしろいタイプである確率 p は、外生的に与えられているものとする。

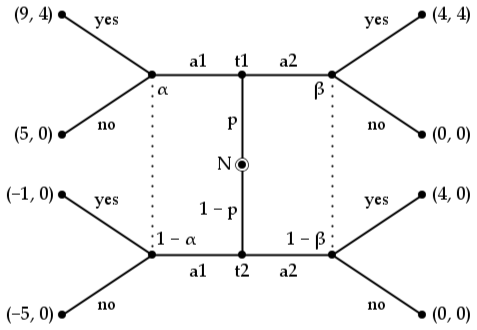
同居人探しゲームのゲームツリー

ゲームの進行：
第 1 段階: 自然 N がプレーヤー 1 のタイプを選び、確率 p でおもしろいタイプ t1 とする。
第 2 段階: プレーヤー 1 は自分のタイプ tj に応じた戦略を選ぶ：
プレーヤー 1 は、自分がタイプ t1 のとき、厳密に行動 a1 をとる。
プレーヤー 1 は、自分がタイプ t2 のとき、厳密に行動 a2 をとる。
第 3 段階: プレーヤー 2 は、観察されたシグナル ak に従って、プレーヤー 1 を受けいれるか拒否するかを決定する：
プレーヤー 2 は、シグナル a1 を観察したとき、厳密に行動 yes をとる。
プレーヤー 2 は、シグナル a2 を観察したとき、厳密に行動 no をとる。
プレーヤー 1 の戦略の選択を通して、タイプ t1 にとっての行動 a2 と、タイプ t2 にとっての行動 a1 から始まる部分ゲームツリー (Teilspielbäume, 情報集合でつながっているのでこれはふつう部分ゲームとは言わないが) は排除される。それらはいずれも強く支配される戦略だからである。したがって、プレーヤー 2 のもつ信念は、α = 1, β = 0 となる。
結果は分離均衡になる：均衡戦略は、プレーヤー 1 が (a1, a2) (これは、自分のタイプが t1 だったならば [確率 1 で] 行動 a1 をとり、タイプが t2 だったならば [確率 1 で] 行動 a2 をとる、という戦略を表す)、プレーヤー 2 が (yes, no) (これは、シグナル a1 を観測したならば [確率 1 で] 応答行動 yes をとり、シグナル a2 を観測したならば [確率 1 で] 応答行動 no をとる、という戦略を表す) で、信念は α = 1, β = 0.
したがって、両プレーヤーの利得は、プレーヤー 2 がおもしろいタイプであるかまじめなタイプであるかの確率にのみ依存することになる。p = 0.5 のとき、期待利得は次のようになる：
{\displaystyle {\begin{aligned}U_{1}&=p\cdot U_{2}(t_{1},a_{1},{\mbox{yes}})+(1-p)\cdot U_{2}(t_{2},a_{2},{\mbox{no}})\\&=0.5\times 9+0.5\times 0=4.5,\\U_{2}&=p\cdot U_{1}(t_{1},a_{1},{\mbox{yes}})+(1-p)\cdot U_{1}(t_{2},a_{2},{\mbox{no}})\\&=0.5\times 4+0.5\times 0=2.\\\end{aligned}}}

### ビール・キッシュゲーム
以下のゲームでは、ある乱暴者 (R) が、客 (G) と決闘する (duel) ために朝の酒場にやってくる。乱暴者はできれば弱い相手 (tW) と戦いたい、というのもそうすれば反撃をされることもなく、彼には 1 の利益になるからである。しかし酒場にいるのは強いタイプ (tS) でもありうる。もし相手をするのが強いタイプになったならば負け、乱暴者は -1 の不利益になるだろう。そこで、乱暴者 R には逃走する (flee) ための機会もある。
乱暴者 R は、弱いタイプと強いタイプとを判別できないが、この人物 (客 G) が酒場で朝食に何を食べたかは観察できる。ここで客はビールの朝食 (B) とキッシュの朝食 (Q) とで選ぶことができる。ここでまた、弱いタイプはキッシュの朝食、強いタイプはビールの朝食をとることを好むとしよう。両タイプとも、自分の好きな朝食を食べたならば個人的に利得 1 を得、そうでない朝食を食べることになったならば損失 −1 を受けるとする。弱いタイプも強いタイプも、乱暴者 R と殴りあったならば個人的損失 −1 を被るので、殴りあいになるのは避けたい。もし乱暴者 R が逃走したならば、客 G は、弱いタイプであろうと強いタイプであろうと、不愉快な乱暴者がいなくなったために利得 4 を得る。
乱暴者 R が弱いタイプ tW である確率 p は、外生的に与えられているものとする。ここではそれを 0.5 とする。

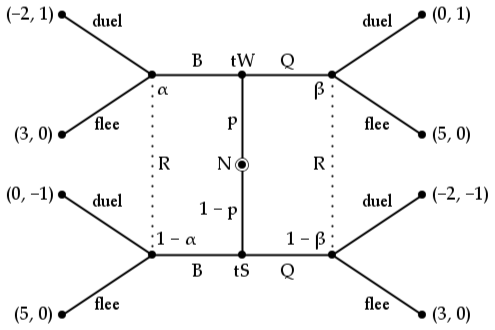
ビール・キッシュゲームのゲームツリー

ゲームの進行：
第 1 段階: 自然 N が客 G のタイプを選び、確率 p で弱いタイプ tW とする。
第 2 段階: 客 G は自分のタイプ tj に応じた戦略を選ぶ：
客 G のタイプ tW が好きなのは Q である。しかし、乱暴者 R は Q を観察したならば決して決闘を避けることがなく、また B を観察したならば厳密に決闘を避けるであろうことを知ったならば、次が成りたつとき、tW は逸脱の誘因をもつ：
{\displaystyle {\begin{aligned}&\alpha \cdot U_{\rm {G}}(t_{\rm {W}},\mathrm {B} ,{\mbox{flee}})>\beta \cdot U_{\rm {G}}(t_{\rm {W}},\mathrm {Q} ,{\mbox{duel}})\\\Longleftrightarrow \;&\alpha \cdot 3>\beta \cdot 0\\\Longleftrightarrow \;&3\alpha >0\\\end{aligned}}}
客 G は、自分がタイプ tS のとき、厳密に行動 B をとる。
第 3 段階: 乱暴者 R は、観察されたシグナル mk に従って、決闘するか逃走するかを決定する：
乱暴者 R は、もし区別できるならば、Q が観察されしだい厳密に決闘 duel をプレーする。
乱暴者 R は、もし区別できるならば、B が観察されしだい厳密に逃走 flee をプレーする。
これによって、弱いタイプは、R がシグナルによってタイプを 100 % わかってしまうことのないように、ビールの朝食を選び、強いタイプのフリをして、それによって戦いを避けるということができる。そこから R は α と β の信念を形成し、弱いタイプがビールの朝食を選んだ可能性と、強いタイプがキッシュの朝食を選ぶ可能性が、それぞれどの程度かをそれによって見積もる。
結果として、この例では 2 つの一括均衡がある。(((B, B), (flee, duel)), α ≤ 0.5, β ≥ 0.5) と (((Q, Q), (duel, flee)), α ≥ 0.5, β ≤ 0.5) である。
この 2 番めの例は非常に非現実的である。というのも、強いタイプがキッシュを朝食に食べる誘因はほとんどない。すると乱暴者のほうは、0.5 以上の確率で強いタイプがキッシュを食べているということは決して信じなくなる。数学的には、支配戦略の消去を用いてもこの 2 番めの均衡は残ってしまう。趙とクレプスにより発展させられた、直観的基準 (Intuitive Criterion, Intuitiven Kriterium) を必要とする。

## シグナリングゲームの応用
シグナリングゲームは、一方のプレーヤーが情報をもっており他方のプレーヤーがもっていないという状況を描いている。こうした非対称情報の状況は、経済学および行動生物学においては非常に一般的である。

### 哲学
シグナリングゲームがはじめて使われたのは、デイヴィド・ルイスの Ph. D. 学位論文でのちに本になった Convention  においてであった。ウィラード・ヴァン・オーマン・クワインに答えて、ルイスはシグナリングゲームを用いて慣習と意味の理論を発展させようと試みた。彼のもっとも極端な意見では、適当なシグナリングゲームの均衡の性質を理解することで、意味について知るべきことをすべてとらえることになると示唆している：
私はいま、シグナルの意味に言及することなく、シグナリングの問題の特徴づけを行った。2 つのランタンは、イギリス兵が海からやってくるとかなんとか、そういったことを意味した。しかし、重要な事柄で言われずにおかれたことはないように思われる。ここまでに言ったことは、何らかの形で、シグナルがそれじしんの意味をもつということを含意しているに相違ない。
シグナリングゲームの活用は哲学文献において続けられている。言語の発生を説明するために、シグナリングゲームの進化的なモデルを用いたものもある。単純なシグナリングゲームにおける言語の発生についての研究には、Huttegger によるモデル、Grim らのモデル、Skyrms のもの、それに Zollman のものがある。Harms や Huttegger は、規範的言語と記述的言語との区別を含むよう研究を拡張しようと試みている。

### 経済学
シグナリングゲームの経済学的問題への最初の応用は、マイケル・スペンスによる、労働市場のシグナリングモデルであった。スペンスは、労働者がある能力 (高いか低いか) をもっていてそれを雇用者が知らないようなゲームを描写した。労働者は、教育についてのみずからの選択によってシグナルを送ることができる。教育を受けるコストは、高能力の労働者よりも低能力の労働者にとって高い。雇用者は、労働者の受けた教育水準については観察できるが、能力を直接には観察できずに、高い賃金か低い賃金を提示しなければいけない。このモデルにおいては、教育水準が労働者の能力を高める影響をもつのではなしに、もともと高い能力をもった労働者だけが、賃金の増加で補える程度に高すぎないコストで特定の水準の許育を受けられる、と仮定されている。言いかえると、教育の便益は高い能力をもった労働者にとってだけ教育のコストよりも高く、高い能力をもった労働者だけが教育を受けることになる。

### 生物学
シグナリングゲームの応用によって、いくつかの生物学的問題には重要な進展があった。とりわけ顕著なのは、アラン・グラフェン (1990) による、配偶者誘引 (mate attraction) のハンディキャップモデルが示している。雄ジカの枝角、クジャクやゴクラクチョウの精巧な羽飾り、サヨナキドリの歌などはすべてこうしたシグナルである。生物学的シグナリングに関するグラフェンの分析は、形式的には、マイケル・スペンスの経済的な市場のシグナリングに関する古典的なモノグラフのそれに似ている。もっと最近では、Getty による一連の論文 が、グラフェンの分析がスペンスのものに似て、人間が同じ通貨で所得を増やすために投資をするような加法的なしかたでシグナルの送り手は費用と便益のトレードオフにある、という決定的な単純化の仮定によっていることを示している。費用と便益とは加法的なしかたで交換するというこの仮定は、生物学的なシグナリングシステムのいくつかにおいては妥当かもしれないが、乗法的なトレードオフ、たとえば、性淘汰を受けるシグナルの進化を媒介すると考えられている、生存にかかる費用と繁殖から得られる便益とのトレードオフ、においては妥当でない。
チャールズ・ゴッドフレイ (1991) は、ひな鳥の餌をねだる行動をシグナリングゲームとしてモデル化している。餌をねだるひな鳥は、親鳥に対して空腹であることを伝えているばかりでなく、捕食者に対して巣に注意を向けさせてもいる。親鳥とひな鳥には (利害の) 対立がある。ひな鳥が便益を得るのは、親鳥が自分の益する投資レベルを超えて一生懸命餌をくれる場合である。親鳥は、現在のひな鳥への投資と、将来の子孫への投資とのあいだのトレードオフにある。
追跡制止シグナルもシグナリングゲームとしてモデル化されている。トムソンガゼルは、捕食者を見つけると、白い尾を見せながら数フィート空中に跳びあがる、ストッティング (跳びはね行動) を見せることがあることで知られている。Alcock らは、この行動はガゼルの速さを捕食者に伝えるシグナルであると提案した。弱った生物にはこの行動は不可能であるか非常に負担であるので、この行動は成功裏にタイプを区別することになる。結果として、捕食者には、ストッティングをするガゼルは非常に敏捷であることが明らかで捕獲が難しいとわかるので、追跡することが抑止される。